# Dag Haraldsson
Dag Haraldsson (c. 906-1006) príncipe de Noruega en el siglo X, hijo de Harald I y Åshild, hija del caudillo vikingo Ring Dagsson. Fue jarl de Hedmark y Gudbrandsdal.